# Andrea Fontes
Andréa Gomes Fontes Rodrigues, mais conhecida como Andréa Fontes (Nova Iguaçu, 18 de julho de 1971), é uma cantora brasileira de música cristã contemporânea. Já foi indicada ao Troféu Talento e também já recebeu certificações de disco de ouro pela ABPD.

## Biografia
Andréa Fontes iniciou sua carreira musical em 1975, aos quatro anos de idade, sob influência da família, todavia somente em 1980, aos 9 anos de idade, gravou seu primeiro trabalho: um compacto com quatro músicas intitulado "Seguindo para o Céu". Com composições do cantor Mário Fernando, o mesmo presenteou-a com as músicas e foi um dos incentivadores da carreira da cantora.
Com mais de 40 anos de trabalho, emplacou grandes sucessos tais como: a canção "João Viu", "Permissão de Deus", "Amor Tão Lindo", "A Chave da Benção" e "Batismo no Ônibus".
Andréa Fontes tornou-se conhecida com a música "Fica Jesus", do LP Unção, em 1990, mas foi no ano seguinte, com a música "João Viu", do LP A Igreja Pura, que ganhou destaque no Brasil e fora dele. Logo após, em 1994, lançou o LP Vencendo Desafios e fez um enorme sucesso com as canções "Vencendo Desafios" e "Ser Cristão".
Em 1993, Andréa decidiu investir no ministério infantil, sendo a primeira cantora Pentecostal a gravar musicais para crianças, tendo 3 álbuns com musicas infantis: Louvando Com as Crianças (Crianças Felizes, Vol.1), em 1993, Crianças Desaparecidas (Crianças Felizes, Vol. 2), em 1996 e Usa-me em 2000, tendo a participação do seu filho André Fontes em todos os álbuns.
Para comemorar seus 20 anos de carreira, em 1995 lançou o LP ao vivo "20 Anos de Louvor", gravado na sua cidade, em Nova Iguaçu, RJ. Os sucessos e suas músicas preferidas estavam presentes, além de músicas inéditas também.
No ano de 1997, lançou o segundo maior cd de sua carreira, "Força do Amor", que teve o grande sucesso, cantado até hoje, "Amor Tão Lindo". O CD foi certificado como disco de ouro e foi lançado no Maracanã, o sucesso do CD foi tão grande que saiu até nos jornais. Contendo 15 faixas, trouxe a canções de histórias como "Aquele Crente", "O Homem das Mãos Furadas" e uma musica Infantil "Eu Sou" com participação do seu filho André Fontes.
O álbum de maior duração da cantora foi "Usa-me" gravado em 2000, com a participação de seu filho André Fontes. O projeto original tinha o propósito de lançar o filho da cantora no mercado, porém devido ao alto investimento de custos, Andrea resolveu dividir o álbum com faixas gravadas por ela. O álbum conta com 19 faixas, tendo participação de 3 filhos da Andréa: André, Andressa e João, o esposo da cantora também participou do projeto, teve participação cantando a música "Quem Fez"., e também conta com a participação de J Neto nas faixas "Ore por ele" e "Porta para o Amor". 
Em junho de 2004, assinou contrato com a MK Music e em 2005 lançou o CD Momento de Deus, seu álbum de estreia pela gravadora. O disco recebeu a certificação de disco de platina pela ABPD em 2008, o primeiro de sua carreira, além do disco de ouro. A obra conteve a canção "Batismo no Ônibus", sucesso na voz da cantora. Em 2007, lançou Pregador Fiel, que conteve outro sucesso, a canção "Benedita e o Colírio". O disco foi certificado como disco de ouro.
Em 7 de abril de 2008, Andréa gravou seu primeiro DVD ao vivo, de título Andrea Fontes Ao Vivo, na casa de eventos RioSampa, em Nova Iguaçu. Durante a canção "João Viu", foram colocados no palco, sete castiçais e durante o sucesso "Batismo no Ônibus", uma réplica de ônibus foi utilizada pela cantora. O disco ganhou a indicação de Melhor DVD do ano.
Em 2012, Andrea Fontes lança Do Outro Lado, seu penúltimo CD pela MK. A cantora e o CD foram indicados ao Troféu Promessas nas categorias de "Melhor Cantora" e "Melhor CD Pentecostal", porém acabou perdendo para a cantora Fernanda Brum e para o CD de Ao Vivo em São Sebastião da cantora Damares.
Em meados de 2013, Andrea preparava um novo CD, que tem por título Diploma de Vencedor. O álbum foi produzido pelo músico Emerson Pinheiro e conta com composições de Anderson Freire, Jean e Júnior, André Freire, entre outros. O álbum foi lançado no mês de dezembro do mesmo ano. Sendo este o seu último CD pela MK Music.
Seu single "Credencias de Deus", do álbum Diploma de Vencedor, estreou na quinquagésima posição da coluna "Gospel Brasil 50", da revista Billboard Brasil entre os meses de fevereiro e março de 2014.
Em 2014, a gravadora Som Livre anunciou Andrea Fontes como artista da gravadora. Como estreia, gravou ao vivo em São Sebastião, no estado de São Paulo, o disco Deus Surpreende, lançado em 2015.
Em 2017, lançou o álbum Ele Me Chamou de Alguém. O disco foi produzido por Wesley Ros. A obra teve a regravação da canção "João Viu" e, além disso, recebeu a participação de sua filha, Andressa Fontes, na música "Vou Prosseguir".[carece de fontes?]

## Discografia
Álbuns
- 1980: Seguindo para o Céu
- 1982: Deus não Dorme
- 1983: Parábola da Semente
- 1985: Musical Evangélico (part. cassiane)
- 1987: É Fogo Puro
- 1989: Cristo Vive
- 1990: Unção
- 1991: A Igreja Pura
- 1993: Crianças Felizes - Louvando Com As Crianças, Vol. 1
- 1994: Vencendo Desafios
- 1995: 20 Anos de Louvor
- 1996: Crianças Felizes, Vol. 2
- 1997: Força do Amor (100 000 cópias vendidas)
- 1999: Prosseguir (100 000 cópias vendidas)
- 2000: Usa-me
- 2002: Permissão de Deus
- 2003: André Fontes: dos 3 aos 10 anos
- 2004: Tua História (80 000 cópias vendidas)
- 2005: Momento de Deus (150 000 cópias vendidas)
- 2007: Pregador Fiel (100 000 cópias vendidas)
- 2009: Deus Faz e Acontece (45 000 cópias vendidas)
- 2011: Eu Acredito em Milagres (40 000 cópias vendidas)
- 2012: Do outro lado (40 000 cópias vendidas)
- 2013: Diploma de Vencedor (16 000 cópias vendidas)
- 2015: Deus Surpreende (25 000 cópias vendidas)
- 2017: Ele Me Chamou de Alguém (10 000 cópias vendidas)

Videografia
Em mais de 40 anos na indústria musical, Andrea tem 3 projetos audiovisuais, e também conta com 9 clipes de algumas canções
- 1995: 20 Anos de Louvor (VHS)
- 2008: Ao Vivo
- 2015: Deus Surpreende (25 000 cópias)

## Ligações Externas
- Andrea Fontes no X
- Andrea Fontes no Facebook
- Andrea Fontes no Instagram
- Canal de Andrea Fontes no YouTube